# Pantoporia arayata
Pantoporia arayata är en fjärilsart som beskrevs av Felder 1863. Pantoporia arayata ingår i släktet Pantoporia och familjen praktfjärilar. Inga underarter finns listade i Catalogue of Life.